# ジョージア大学
ジョージア大学（英語: University of Georgia）は、米国ジョージア州アセンズに本部を置くアメリカ合衆国の州立大学。1785年創立、1785年大学設置。大学の略称はUGA。

## 概要
1785年にアメリカ合衆国最初の州立大学として設立された。南部を代表する高等教育機関の一つである。76のプログラムを提供し、学部で約26,000人、大学院で約9,000人の学生を受け入れている。
U.S. News & World Report（2021年）によれば、アメリカ公立大学TOP50のリスト中15位で、学部教育は全米で47位、特にビジネス、教育学、ジャーナリズム、法律の分野では強く全米4位にランク付けられている。サイエンスの評価も高く、ほとんどの理科分野でトップ50-100にランクインを果たしている。同出版社によればアメリカの『将来有望な大学ランキング』で11位に挙げられている。ジョージア大学は『南のアイヴィ:Southern Public Ivy』という名でも有名であり、『Top 10 Public Ivy League Schools』にもランクインしている。キャンパス内には多様の国立研究施設があり、学生と社会人が一体となり研究に励む環境が整っている。
ジョージア州立大学(Georgia State University)と混同されがちだが、別の大学である。

## 教育機関
ジョージア大学は以下の17の教育機関で構成されている。
- College of Agricultural and Environmental Sciences
- Franklin College of Arts and Sciences
- Terry College of Business（経営学大学院）
- College of Education（教育学）
- College of Environment & Design
- College of Family and Consumer Sciences
- Henry W. Grady College of Journalism and Mass Communication（ジャーナリズム）
- College of Pharmacy|College of Pharmacy（薬学）
- College of Public Health
- College of Veterinary Medicine（獣医学）
- Daniel B. Warnell School of Forestry and Natural Resources (森林科学，自然資源学)
- University of Georgia Graduate School
- School of Law（法科大学院）
- School of Public and International Affairs
- School of Social Work
- Odum School of Ecology|Eugene P. Odum School of Ecology
- University of Georgia College of Engineering

上記に加え医学に関連する研究設備を備え医学学位教育を行うthe University of Georgia/Medical College of Georgia Medical Partnershipの拠点である。

## 出身者
- ハウエル・コブ - 元アメリカ合衆国財務長官
- フィリップ・クレイトン - 元アメリカ合衆国財務次官補
- ウィリアム・モンタギュー・ブラウン - 元アメリカ連合国国務次官補
- マーティ・ブラウン - プロ野球選手、広島東洋カープ監督
- スパッド・チャンドラー - メジャーリーグ選手
- ジェフ・ケッピンジャー - メジャーリーグ選手
- ドミニク・ウィルキンス - NBA選手
- ジャーヴィス・ヘイズ - NBA選手
- カトリーナ・マックレイン - 女子バスケットボール選手
- テレサ・エドワーズ - 女子バスケットボール選手
- ハーシェル・ウォーカー - NFL選手
- チャンプ・ベイリー - NFL選手
- マシュー・スタッフォード - NFL選手（2009年ドラフト全体1位）
- フォレスト・グリフィン - 総合格闘家（元UFC世界ライトヘビー級王者）
- トッド・ダフィー - 総合格闘家
- ローリー・シンガー - 総合格闘家
- フォレスト・タウンズ - 陸上競技選手
- リース・ホッファ - 陸上競技選手(2007年大阪世界陸上男子砲丸投金メダリスト)
- マイクル・ビショップ - 作家
- ジョシュ・ホロウェイ - 俳優（中退）
- マイケル・スタイプ - R.E.M.のリード・ヴォーカル（中退）
- 阿久戸光晴 - 神学者、学校法人聖学院理事長
- 村上広史 - 国土地理院長、青山学院大学教授
- 今田竜二 - プロゴルファー（中退）
- 何春蕤 - フェミニスト
- 竹内千春 - 衆議院議員

## 日本との主な姉妹提携校
- 上智大学
- 早稲田大学
- 明治大学
- 横浜国立大学
- 関西学院大学
- 神戸大学
- 京都外国語大学
- 大阪大学
- 鹿児島大学
- 九州大学